# Martell Webster
Martell Webster (Edmonds, 4 dicembre 1986) è un ex cestista statunitense, professionista nella NBA.
Alto 201 cm per 104 kg, è stato scelto con il numero 6 al draft NBA 2005 dai Portland Trail Blazers. È il cugino della guardia Jason Terry.
Martell Webster è soprannominato "The Definition". Ad affibbiargli questo nickname è stato un suo amico, il quale ha giocato sul suo cognome che ricorda il Dizionario Webster creato dal lessicografo Noah Webster.
È stato uno degli ultimi cestisti ad essere scelto prima del suo passaggio al college; infatti, era già stato prefissato il suo passaggio all'Università di Washington. In seguito, con l'introduzione di nuove regole, è stato proibita la scelta di ragazzi della High School.
Sua madre Cora McGuirk è stata probabilmente uccisa dal serial killer Gary Ridgway quando lui aveva quattro anni.

## Carriera

### NBA
Durante la stagione NBA 2005-06, quella da rookie, mostra buonissime doti nel tiro, ritagliandosi subito un discreto spazio: (17,5 minuti di media) nelle rotazioni di Portland. Nel gennaio 2006 viene mandato ai Fort Worth Flyers, squadra satellite dei Trail Blazers nella NBA D-League: la sua esperienza qui dura un mese circa, poiché a febbraio torna alle dipendenze di coach Nate McMillan. La sua prima stagione nella lega professionistica americana si chiude con 6,6 punti, 2,1 rimbalzi e 0,6 assist di media nelle 61 partite giocate (18 in quintetto).
Nella stagione NBA 2006-07, da sophomore, tutte le sue cifre migliorano, eccezion fatta per la percentuale ai tiri liberi, peggiorata forse per l'aumentare dei liberi tirati - da 86% (61 su 71) a 70,5% (93 su 132). Non partecipa alla Rookie Challenge né nel 2007 né tanto meno nel 2006 a causa della presenza nella lega di veri e propri fuoriclasse come Monta Ellis, Raymond Felton, Deron Williams e Chris Paul (paradossalmente tutte guardie).
Nel corso della stagione successiva continuano i suoi miglioramenti: supera la doppia cifra nella media di punti a partita, aumentano i rimbalzi e gli assist, oltre che percentuali di tiro e minuti. Fa registrare, inoltre, il suo career high riguardo ai punti (26), esattamente il 5 gennaio 2008.
Il 26 agosto 2012, dopo essere stato svincolato dai Wolves, viene ingaggiato dai Washington Wizards.

## Statistiche

### NBA

#### Regular Season
| Anno      | Squadra             | PG  | PT  | MP   | TC%  | 3P%  | TL%  | RP  | AP  | PRP | SP  | PP   |
| --------- | ------------------- | --- | --- | ---- | ---- | ---- | ---- | --- | --- | --- | --- | ---- |
| 2005-2006 | Portland T. Blazers | 61  | 18  | 17,5 | 39,9 | 35,7 | 85,9 | 2,1 | 0,6 | 0,3 | 0,2 | 6,6  |
| 2006-2007 | Portland T. Blazers | 82  | 27  | 21,5 | 39,6 | 36,4 | 70,5 | 2,9 | 0,6 | 0,4 | 0,2 | 7,0  |
| 2007-2008 | Portland T. Blazers | 75  | 70  | 28,4 | 42,2 | 38,8 | 73,5 | 3,9 | 1,2 | 0,6 | 0,4 | 10,7 |
| 2008-2009 | Portland T. Blazers | 1   | 0   | 5,0  | 0,0  | 0,0  | -    | 0,0 | 0,0 | 0,0 | 0,0 | 0,0  |
| 2009-2010 | Portland T. Blazers | 82  | 49  | 24,5 | 40,5 | 37,3 | 81,3 | 3,3 | 0,8 | 0,5 | 0,5 | 9,4  |
| 2010-2011 | Minnesota T'wolves  | 46  | 1   | 23,8 | 44,7 | 41,7 | 77,0 | 3,2 | 1,2 | 0,6 | 0,2 | 9,8  |
| 2011-2012 | Minnesota T'wolves  | 47  | 26  | 24,3 | 42,3 | 33,9 | 79,2 | 3,6 | 0,9 | 0,7 | 0,4 | 6,9  |
| 2012-2013 | Wash. Wizards       | 76  | 62  | 28,9 | 44,2 | 42,2 | 84,8 | 3,9 | 1,9 | 0,6 | 0,2 | 11,4 |
| 2013-2014 | Wash. Wizards       | 78  | 13  | 27,7 | 43,3 | 39,2 | 84,0 | 2,8 | 1,2 | 0,5 | 0,2 | 9,7  |
| 2014-2015 | Wash. Wizards       | 32  | 0   | 11,0 | 26,4 | 23,3 | 75,0 | 1,4 | 0,5 | 0,2 | 0,0 | 3,3  |
| Carriera  | Carriera            | 580 | 266 | 24,0 | 41,8 | 38,2 | 79,1 | 3,1 | 1,0 | 0,5 | 0,2 | 8,7  |

#### Playoffs
| Anno     | Squadra             | PG | PT | MP   | TC%  | 3P%  | TL%  | RP  | AP  | PRP | SP  | PP  |
| -------- | ------------------- | -- | -- | ---- | ---- | ---- | ---- | --- | --- | --- | --- | --- |
| 2010     | Portland T. Blazers | 6  | 0  | 25,3 | 42,3 | 29,4 | 55,6 | 4,3 | 0,7 | 0,8 | 0,5 | 9,8 |
| 2014     | Wash. Wizards       | 11 | 0  | 17,7 | 36,6 | 23,1 | 66,7 | 2,3 | 0,5 | 0,4 | 0,5 | 3,8 |
| 2015     | Wash. Wizards       | 1  | 0  | 4,0  | 50,0 | 0,0  | -    | 0,0 | 0,0 | 0,0 | 0,0 | 2,0 |
| Carriera | Carriera            | 18 | 0  | 19,5 | 40,0 | 25,0 | 59,3 | 2,8 | 0,5 | 0,5 | 0,4 | 5,7 |

## Palmarès
- McDonald's All-American Game (2005)